# Oskar Vojnić
Baron Oskar Vojnić  (maďarsky Oszkár Vojnich, 18. května 1864 Subotica – 18. května 1914 Port Said) byl chorvatský cestovatel a spisovatel, autor cestopisů. Na svých cestách se zabýval také lovem a fotografováním.

## Život
Pocházel z bohatého šlechtického rodu. Vystudoval práva v Budapešti. Aby získal peníze na cestování, prodal rodinné pozemky. Nejdříve cestoval po Evropě, severní Americe a Blízkém východě. V roce 1906 se rozhodl vydat do moderní civilizací nedotčených oblastí. Navštívil Afriku, Asii i Oceánii. Na Samojských ostrovech byl domorodci jmenován náčelníkem. Ze svých cest vozil různé předměty, jako např. šperky, zbraně a lovecké trofeje, jež jsou dnes součástí muzejních sbírek v Městském muzeu v Subotici a Maďarského národního muzea v Budapešti. O svých zážitcích napsal několik knih, které doplnil vlastními fotografiemi. Zemřel za nejasných okolností v egyptském Port Saidu.